# 약식절차
약식절차(略式節次)란 지방법원의 관할사건에 대하여 검사의 청구가 있는 때에 공판절차를 경유하지 않고 검사가 제출한 자료만을 조사하여 약식명령으로 피고인에게 벌금, 과료 또는 몰수를 형을 과하는 간이한 재판절차를 말한다. 약식명령을 한 판사가 정식재판을 담당한 경우에 제척사유가 되는가에 관하여 학설이 대립하는데 판례는 약식명령을 한 판사가 그 정식재판의 항소심에 관여한 경우에는 제척사유에 해당한다고 판시하였고, 약식명령과 정식재판은 심급을 같이하는 재판이므로 소극설이 타당하다.

## 같이 보기
- 즉결심판
- 기피